# Telecine Pipoca
Telecine Pipoca é um canal de televisão por assinatura brasileiro possuída pela Rede Telecine, que exibe 24 horas de filmes em versão dublada os principais filmes apresentados pelo Telecine Premium, Telecine Action, Telecine Fun e Telecine Touch, com uma leve interrupção de intervalos comerciais de 2 minutos (apenas uma pausa por filme). O canal possui uma descontraída forma de se expressar, percebendo-se então, nas chamadas e na decoração do canal. Atualmente é o canal mais assistido da Rede Telecine e apresenta todos os gêneros de filmes.
Em 31 de janeiro de 2010 foi lançado a versão em alta definição, após votação realizada em parceria com a operadora NET. O canal é distribuído pela Oi TV, Sky, Claro TV e Vivo TV.

## História
Desde 1º de outubro de 2004, o canal Telecine Happy, dedicado totalmente a comédias e filmes infantis, deixou de existir para dar lugar ao Telecine Pipoca, canal exclusivo de produções dubladas em português. A mudança do nome do canal veio para atender a pedidos de assinantes e também devido ao grande sucesso das sessões dubladas que o Telecine Happy exibia, chamadas Sessão Pipoca. Porém, a decisão não foi de agrado a todos os assinantes e muitas reclamações foram encaminhadas a Rede Telecine, insatisfeitos com o cancelamento de uma das questões de posicionamento da rede, "de exibir apenas filmes legendados".
Até o dia o canal se chamava Telecine Happy. A mudança de nome ocorreu pela razão de o mesmo não passar a verdadeira mensagem do o que se trata o canal?, porque a palavra happy (en: répi) significa felicidade, não dando o verdadeiro significado do canal. Já o nome Telecine Pipoca se expressa melhor do que o anteriormente dito, pela razão de pipoca lembrar o cinema de uma forma descontraída, e também, de o canal já ser descontraído para atrair todas as faixas de idade. Em outubro de 2010, a Globosat incluiu na Rede Telecine o Telecine Fun, canal com as mesmas características do antigo Telecine Happy.
Em 15 de maio de 2016, o canal passou a se chamar Telecine Pipoca Yoki, numa ação de direitos de nome em parceria com a empresa de alimentos Yoki. A parceria durou até o dia 15 de julho do mesmo ano.

## Conteúdo

### Os filmes
Os filmes geralmente são gerados da Universal Pictures, Paramount, Walt Disney Pictures, 20th Century Fox, Metro-Goldwyn-Mayer, e até mesmo de produções de estúdios independentes.
A programação do canal é composta pela exibição de filmes de todos os gêneros (exceto eróticos).

### Idiomas
O canal, possui como idioma padrão o português que é usado completamente nos comentários sobre a programação do canal (no comercial ou nas brechas de tela dos filmes em execução). Dos filmes exibidos no Telecine Pipoca, todos são dublados, às vezes acompanhados de legendas.